# Чернуско-Ломбардоне
Чернуско-Ломбардоне (італ. Cernusco Lombardone) — муніципалітет в Італії, у регіоні Ломбардія,  провінція Лекко.
Чернуско-Ломбардоне розташоване на відстані близько 490 км на північний захід від Рима, 31 км на північний схід від Мілана, 17 км на південь від Лекко.
Населення — 3825 осіб (2014).

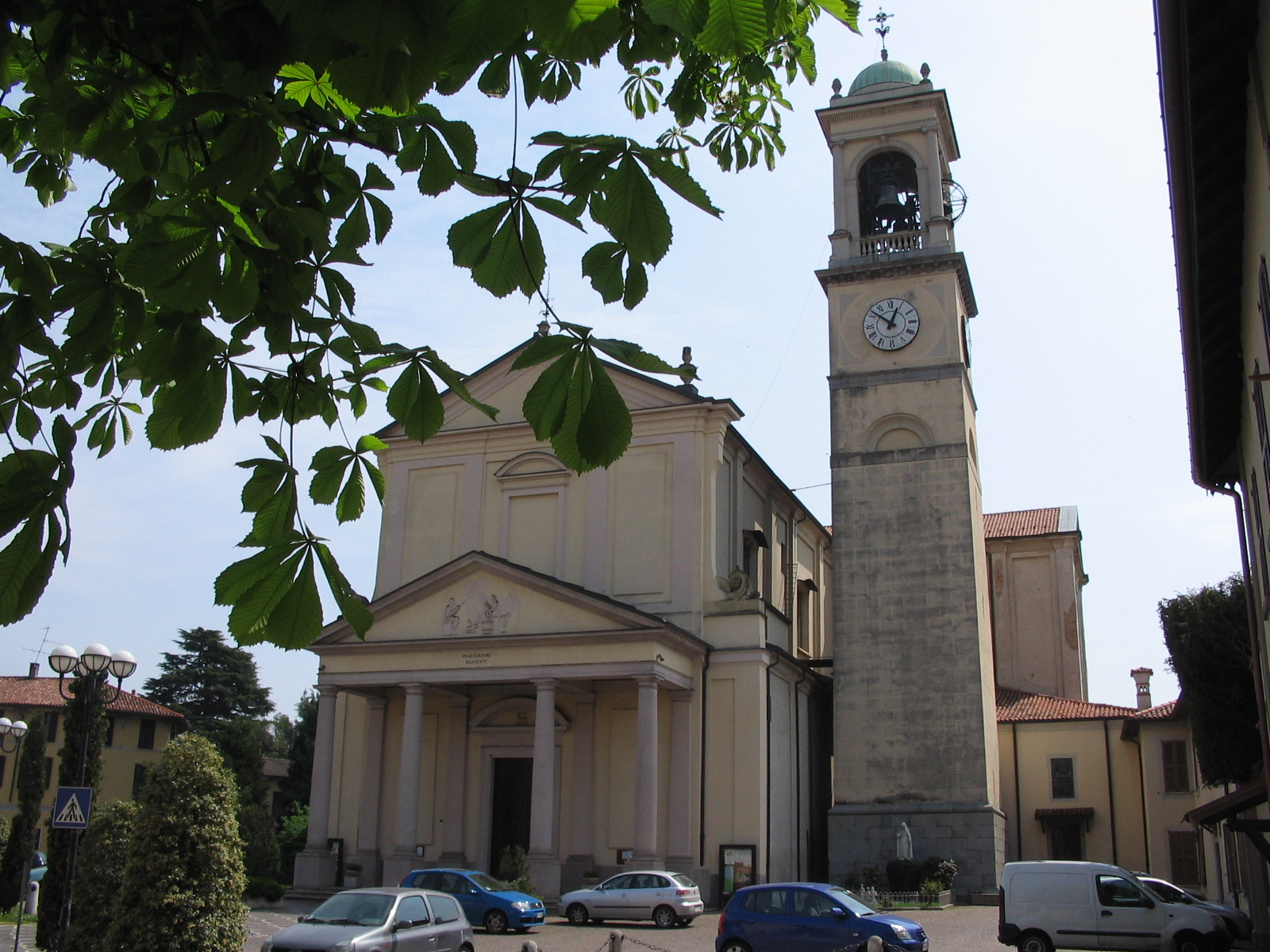

Щорічний фестиваль відбувається 24 червня. Покровитель — святий Іван Хреститель.

## Демографія
Населення за роками:

Станом на 1 січня 2023 року в муніципалітеті офіційно проживало 517 іноземців з 53 країн, серед них 102 громадяни країн Євросоюзу та 8 громадян України.

## Сусідні муніципалітети
- Мерате
- Монтевеккія
- Ознаго
- Ольджате-Мольгора